# Grammistes
Grammistes is een monotypisch geslacht van straalvinnige vissen uit de familie van de zaag- of zeebaarzen (Serranidae). Het geslacht is voor het eerst wetenschappelijk beschreven in 1801 door Schneider.

## Soort
- Grammistes sexlineatus (Thunberg, 1792) – Kleine zesstrepenzeepbaars